# Ик (приток Исети)
Ик — река в Курганской области России, правый приток реки Исеть. Длина — 59 км. Площадь бассейна — 960 км².
Берёт начало из озера Иткуль. Устье у села Бахарево.

## Притоки
- 12 км: Шайтанка
- 26 км: Чёрная

## Населённые пункты
Чашинский сельсовет
- д. Иткуль

Новоиковский сельсовет
- с. Новоиковское
- д. Новая Никольская
- с. Локти

Брылинский сельсовет
- с. Брылино
- д. Малое Брылино
- д. Савина
- д. Мамонова
- д. Хабарово (нежил.)
- д. Боровая

Бахаревский сельсовет
- д. Боярка (Шайтанка)
- д. Морозовка (нежил.)
- д. Малышева
- с. Бахарево